# قمة كراشا

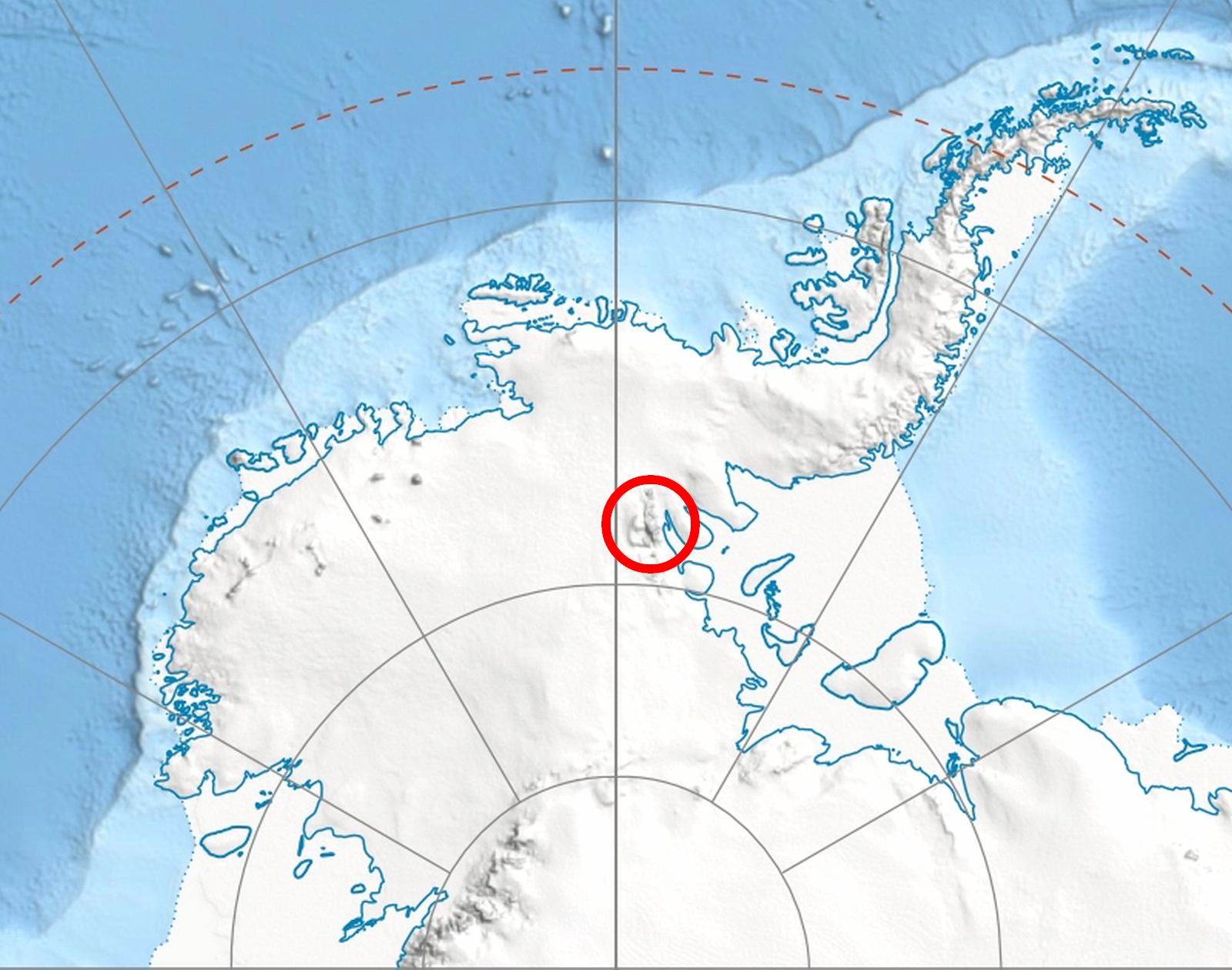
موقع نطاق الحارس في غرب القارة القطبية الجنوبية.

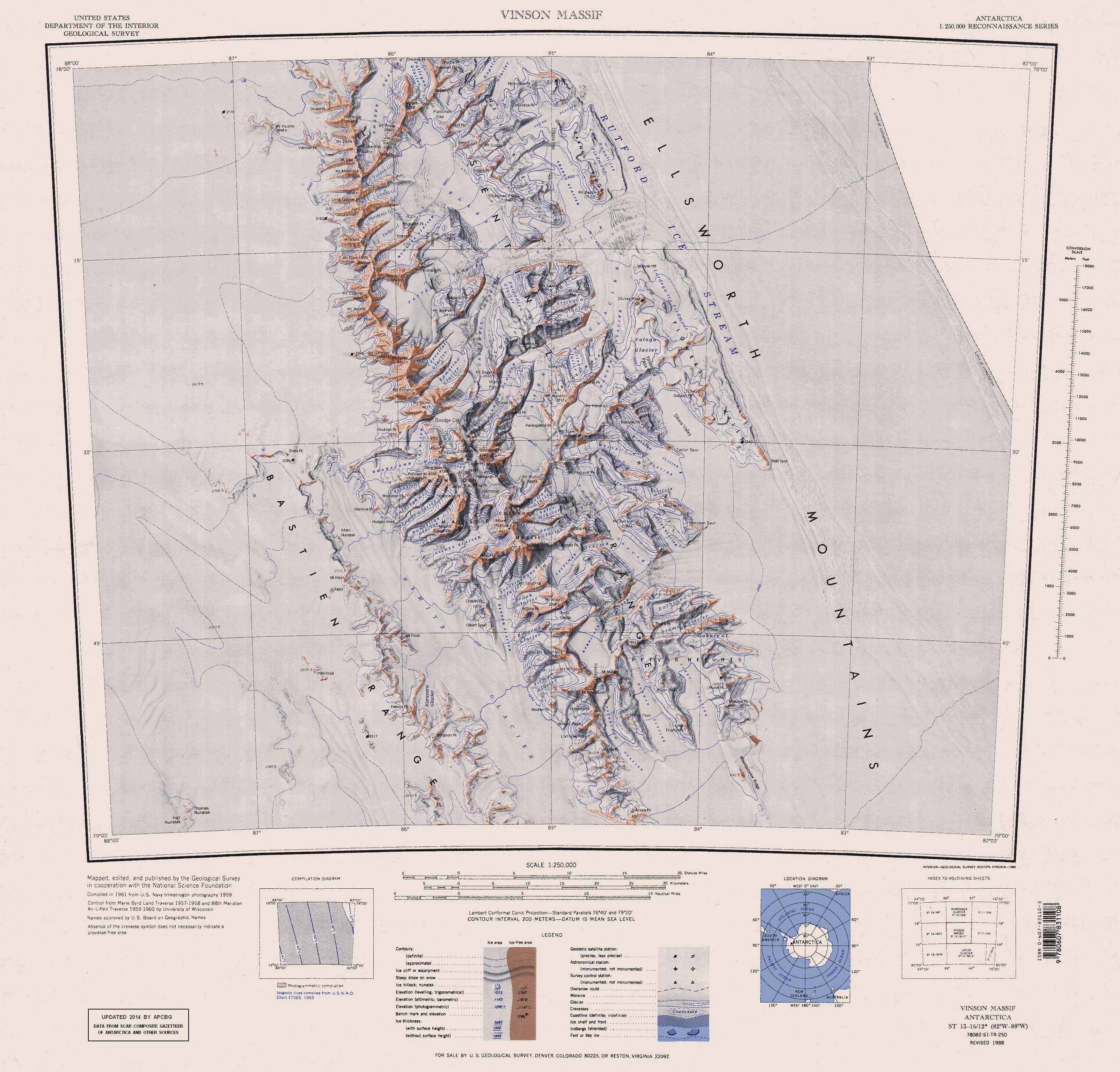
خريطة نطاق الحارس.

قمة كراشا (بالبلغارية: връх Круша)‏ 'Vrah Krusha' \ 'vr & h' kru-sha \) (بالإنجليزية: Krusha Peak)‏ هي قمة يصل ارتفاعها إلى 2,800 متر في أوين ريدج، جنوب جبال سينتينيل في جبال إلسورث، أنتاركتيكا، متجاوزة لمجلدة بولغراد إلى الجنوب الشرقي و مجلدة بروك إلى الشمال الغربي.
سميت القمة باسم المعلم البلغاري زهاري كروشا (1808-1881).

## الموقع
تقع قمة كراشا في وتقع 6.94 كم شرق قمة شابلن (1978 م)، 3.87 كم جنوب جبل ستريبينج (3200 م)، 2.88 كم غرب جنوب غرب جبل آلن (3430 م) و 4.83 كم شمال غرب جبل ليبتاك (3100 م). رسمت علي الخريطة بالولايات المتحدة في عام 1961، وحُدِثت عام 1988.

## خرائط
- فينسون ماسيف. مقياس 1: 250 000 خريطة طبوغرافية. ريستون، فرجينيا: هيئة المسح الجيولوجي الأمريكية، 1988.
- قاعدة البيانات الرقمية في القطب الجنوبي (ADD). مقياس 1 : 25000 خريطة طبوغرافية لأنتاركتيكا. اللجنة العلمية للبحوث القطبية الجنوبية (SCAR). منذ عام 1993، وتحديثها بانتظام.

## روابط خارجية
- دليل بلغاري للقارة القطبية الجنوبية. لجنة أسماء الأماكن في القطب الجنوبي. (التفاصيل باللغة البلغارية، البيانات الأساسية باللغة الإنجليزية)
- قمة كروشا. ندوة مركب جريدة أنتاركتيكا

تحتوي هذه المقالة على معلومات من لجنة أسماء الأماكن في القطب الجنوبي والتي تستخدم بإذن.